# Enzymatická aktivita
Enzymatická aktivita  představuje množství přeměného substrátu (v molech) za jednotku času za daných podmínek. SI jednotkou je 1 katal = 1 mol·s−1. Protože jde ale velkou jednotku, v praxi se uživá U = 1 μmol.min−1. 1 U odpovídá 16.67 nanokatalům.